# Шарль-Пилип Ронсен
Шарль-Пилип Ронсен (фр. Charles-Philippe Ronsin; 1 грудня 1752 — 24 березня 1794) — один з лідерів великої Французької революції, генерал, літератор, поет.

## Життєпис
Народився 1752 року у місті Суассон у родині бондаря. Замолоду обрав для себе військову кар'єру. У 1767 році зарахований до полку Оні, де перебував до 1772 року, коли покинув військову службу. Ронсен перебирається до Парижу, де займається літературною діяльністю. Тут він потоваришував з художником Жаком-Луї Давідом.
З початком революції став одним з її активніших учасників. У 1789 році обирається капітаном Національної гвардії району Сен-Рош. Водночас ставить п'єси на революційну тематику. У 1792 році приєднується до клубу кордельєрів. Протягом року виконує обов'язки уповноваженого при революційних арміях.
23 квітня 1793 року Ронсен був призначений заступником військового міністра Жана-Батиста Бушотта. У травні того ж року йде до Вандеї, де бере активну участь у придушенні повстання. Досягає значних успіхів, завдяки чому вже 5 липня стає бригадним генералом.
У вересні 1793 року він став головнокомандувачем революційною армією Парижа. Ронсен підготував законопроєкт, згідно з яким вимагалося стратити 140 тисяч підозрілих осіб. У відповідь його звинуватили в крайнощах та 17 грудня 1793 року заарештували. Проте Ронсен через вже 3 лютого 1794 року вийшов на волю. Втім його радикальна позиція (він зійшовся з ебертистами) лякала Робесп'єра. До того він побоювався впливу Ронсена у війську. Тому під час процесу над ебертистами Ронсена також був заарештовано й страчено (гільйотиновано) 24 березня 1794 року.